# Konrad von Feuchtwangen

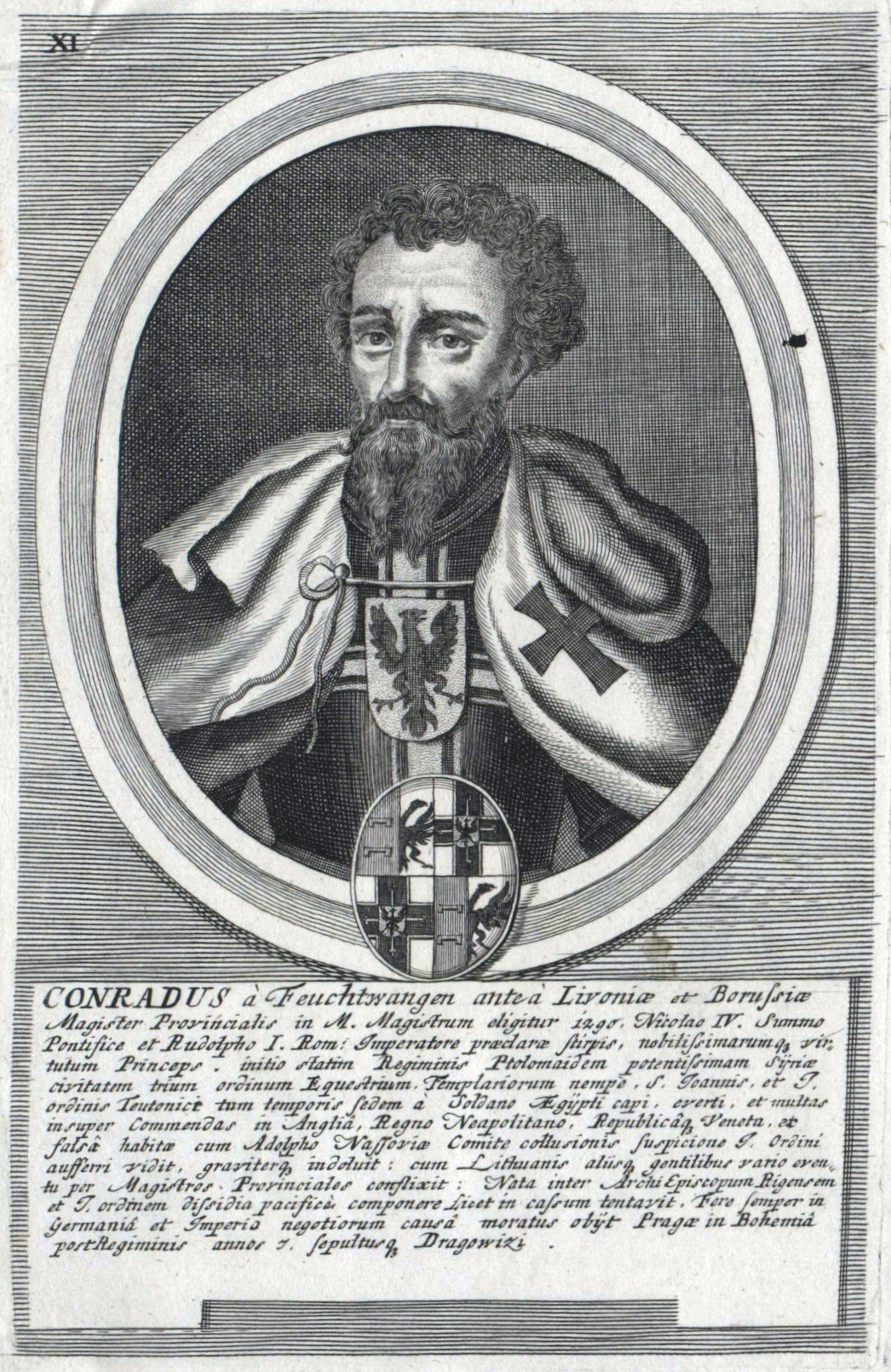
Konrad von Feuchtwangen

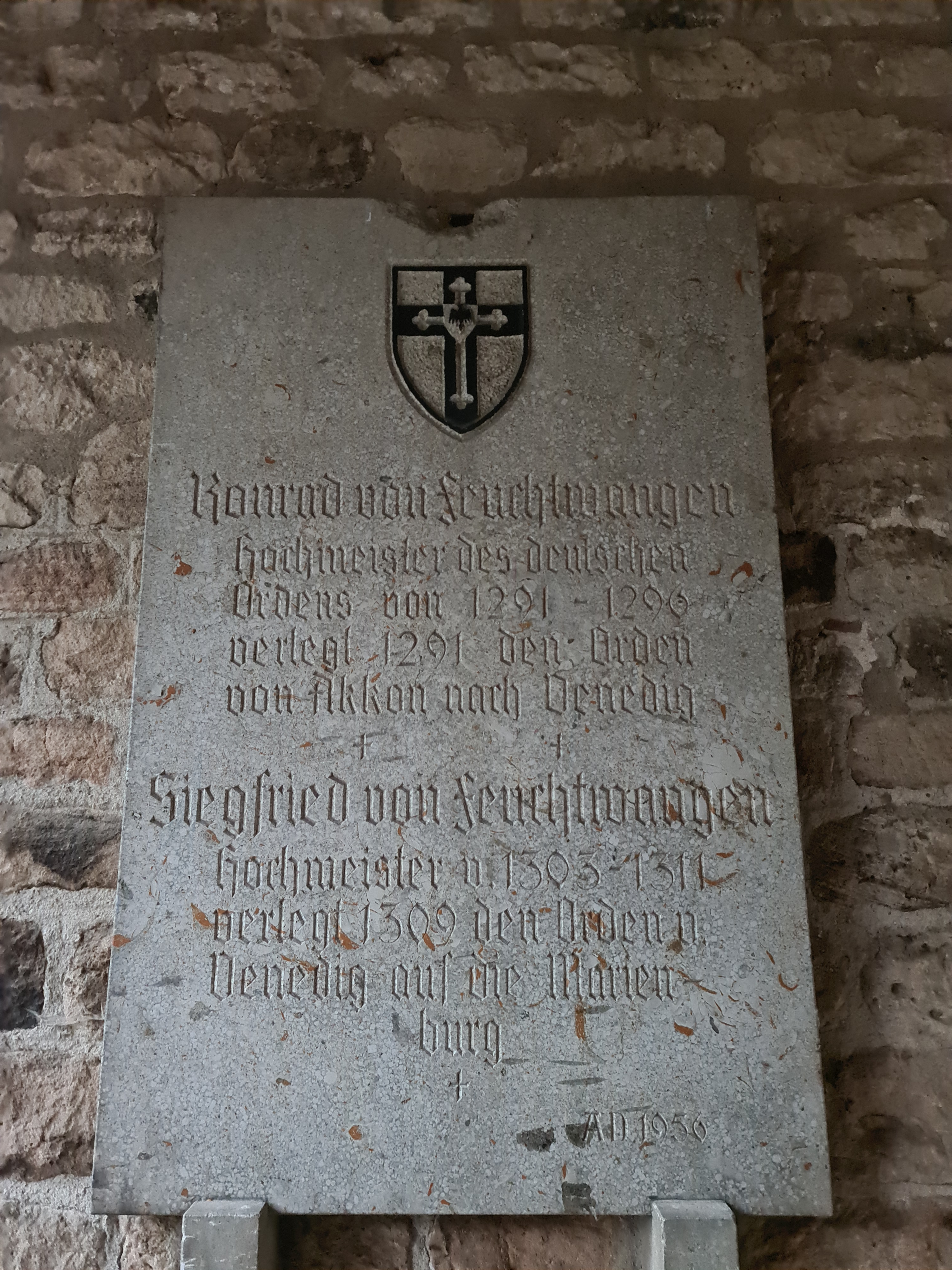
Gedenktafel für Konrad und Siegfried von Feuchtwangen im Kreuzgang in Feuchtwangen

Hochmeisterwappen Konrads von Feuchtwangen

Konrad von Feuchtwangen (* vor 1230; † 4. Juli 1296 in Prag) war 13. Hochmeister des Deutschen Ordens von 1290 bis 1296.

## Leben
Seine Herkunft aus einer gräflich-oettingischen Ministerialenfamilie ist wahrscheinlich, doch die Klärung eines Verwandtschaftsverhältnisses war bisher nicht möglich; wohl derselben Familie gehört sein zweiter Nachfolger im Hochmeisteramt Siegfried von Feuchtwangen an.
Konrad von Feuchtwangen ist erstmals im Jahre 1259 als Landkomtur von Österreich urkundlich erfasst.
1258/1264 finden sich erste Erwähnungen als „frater Conradus de Viuchtban/Vuchtwang“.
Er war Komtur von Zschillen (Wechselburg bei Chemnitz), 1259 und 1271–1279 Landkomtur der Ballei Österreich, 1279–1280 Landmeister in Preußen, 1279–1281 Landmeister in Livland, 1284–1290 Deutschmeister, 1287 Komtur von Mergentheim.
1291 wurde die Stadtfestung Akkon, wo sich bis dahin den Sitz des Ordens befand, von den Mamluken erobert. Daraufhin verlegte der Orden seinen Sitz nach Venedig.
Konrad von Feuchtwangen wurde in der Deutschordenskirche von Dobrovítov (Dobrowitow) bei Časlau in Böhmen beigesetzt.